# Robert Fleßers
Robert Fleßers, született Viersen 1987. február 11-én német labdarúgó, aki védőként játszik. Jelenleg az Ingolstadtban játszik.
Fleßers első csapata a szülő városa volt az 1. FC Viersen 05. Utána igazolt a Borussia Mönchengladbach csapatába.
Fleßers 2005-ben csatlakozott a Borussia Mönchengladbach csapatához ahol először a junior csapatban játszott. 2006. április 22-én mutatkozott be a felnőtt csapatban.
Robert jobb oldali védő, aki védő munkájával, hatalmas lövéseivel, nagyszerű passzaival és technikás játékával tűnik fel.

## Külső hivatkozások
- Ismertetője a kicker.de honlapján